# Lista de episódios de Bridgerton
Abaixo se encontra a lista de episódios de Bridgerton, uma série de televisão estadunidense criada por Chris Van Dusen e produzida por Shonda Rhimes. A série é baseada nos romances de Julia Quinn, que são ambientados no mundo da alta sociedade londrina durante a Regência britânica (1811-1920). A série estreou em 25 de dezembro de 2020 na Netflix.

## Visão geral
| Temporada | Temporada | Episódios | Episódios           | Originalmente lançado  |                        |
| --------- | --------- | --------- | ------------------- | ---------------------- | ---------------------- |
|           | 1         | 8         | 8                   | 25 de dezembro de 2020 | 25 de dezembro de 2020 |
|           | 2         | 8         | 8                   | 31 de julho de 2022    | 31 de julho de 2022    |
|           | 3         | 8         | 4                   | 16 de maio de 2024     | 16 de maio de 2024     |
| 4         | 3         | 8         | 13 de junho de 2024 | 13 de junho de 2024    |                        |

## Episódios

### 1.ª Temporada (2020)
Em 20 de julho de 2018, a Netflix anunciou que Shonda Rhimes produziria uma série baseada nos romances de Bridgerton de Julia Quinn, enquanto Chris Van Dusen seria o showrunner. A fotografia principal da primeira temporada da série começou em julho de 2019 e terminou no final de fevereiro de 2020. Bridgerton foi filmada em Londres e Bath, Somerset, Em outubro de 2020 foi anunciado que Bridgerton seria lançada em 25 de dezembro, 2020. Em 27 de janeiro de 2021, a Netflix anunciou que 82 milhões de famílias assistiram a pelo menos dois minutos da primeira temporada, totalizando 625 milhões de horas assistidas. Foi o lançamento de uma série original mais assistida no serviço na época de sua estreia, antes de ser superado por Squid Game em outubro de 2021.
A primeira temporada é inspirada no primeiro livro da série, O Duque e Eu, focado em Daphne Bridgerton.
| N.º na série | N.º na temp. | Título                                       | Dirigido por        | Escrito por              | Lançamento             |
| --- | ------------ | -------------------------------------------- | ------------------- | ------------------------ | ---------------------- |
| 1 | 1            | "Diamond of the First Water" "Diamante Raro" | Julie Anne Robinson | Chris Van Dusen          | 25 de dezembro de 2020 |
| Com o início da temporada social de 1813, uma coluna de escândalo escrita pela misteriosa “Lady Whistledown” (voz de Julie Andrews) começa a circular por Londres. Daphne Bridgerton (Phoebe Dynevor) faz sua estreia na sociedade, e a Rainha Charlotte (Golda Rosheuvel) a elogia muito em relação a outras debutantes. O irmão mais velho de Daphne, Anthony, Visconde de Bridgerton (Jonathan Bailey), afasta muitos pretendentes em potencial, exceto o detestável Lorde Nigel Berbrooke (Jamie Beamish), e sua popularidade ameaça ser eclipsada pela de Marina (Ruby Barker), para irritação da Rainha e de Lady Portia Featherington (Polly Walker). Enquanto isso, Simon Basset (Regé-Jean Page), o novo Duque de Hastings e velho amigo de Anthony, retorna a Londres após a morte de seu pai. Sua velha conhecida, Lady Agatha Danbury (Adjoa Andoh), o convence a participar da temporada, onde ele encontra Anthony e Daphne. Depois de romper com sua amante, Siena Rosso (Sabrina Bartlett), Anthony promete Daphne a Berbrooke, para o horror dela. Lady Featherington confronta Marina, tendo deduzido que ela está grávida. Mais tarde, depois de segui-la em um evento, Berbrooke aborda Daphne, e ela o esmurra em legítima defesa. Tendo chegado momentos antes, Simon sugere a ela que finjam estar juntos para melhorar as perspectivas dela e livrá-lo de qualquer uma das suas pretendentes. Daphne concorda, e o novo casal imediatamente chama a atenção da sociedade. |              |                                              |                     |                          |                        |
| 2 | 2            | "Shock and Delight" "Choque e Deleite"       | Tom Verica          | Janet Lin                | 25 de dezembro de 2020 |
| Flashbacks revelam a trágica infância de Simon. Depois que sua mãe morreu no parto, o pai cruel de Simon o rejeitou ao descobrir sua gagueira. Lady Danbury veio em seu auxílio, supervisionando sua educação e ajudando-o a superar seus problemas de fala. Como vingança pela negligência de seu pai, Simon jura a ele, em seu leito de morte, que nunca terá um herdeiro. No presente, a Rainha fica cada vez mais frustrada com os escritos de Lady Whistledown. Penelope Featherington (Nicola Coughlan) compartilha sua confusão com Eloise Bridgerton (Claudia Jessie) sobre como uma criança é concebida; Marina é confinada em seu quarto por Lady Featherington, mas compartilha com Penelope que sua gravidez foi causada por seu amor por um homem chamado Sir George Crane, que está lutando na Espanha. O estratagema de Simon e Daphne funciona perfeitamente, mas Anthony fica chateado com a suposta perseguição de Simon à sua irmã. Quando Simon conta a Anthony o que Lorde Berbrooke tentou fazer com Daphne, Anthony rompe seu acordo com Lorde Berbrooke. No entanto, Berbrooke obtém uma licença especial de casamento e ameaça arruinar o nome de Daphne. Lady Violet Bridgerton (Ruth Gemmell) intervém e consegue influenciar Lady Whistledown a revelar um escândalo que força Berbrooke a deixar Londres. |              |                                              |                     |                          |                        |
| 3 | 3            | "Art of the Swoon" "A Arte de Desfalecer"    | Tom Verica          | Leila Cohan-Miccio       | 25 de dezembro de 2020 |
| Daphne recusa várias propostas enquanto se aproxima de Simon. Lady Featherington tenta encontrar um par para Marina, mas ela insiste em esperar por notícias de George. Determinada a provar que ainda é a verdadeira soberana da sociedade londrina, a Rainha planeja um casamento de Daphne com seu sobrinho, o belo e gentil Príncipe Friedrich da Prússia (Freddie Stroma). Lady Danbury diz a Simon que ele precisa pedir Daphne em casamento ou se afastar para abrir caminho para o par melhor, e Simon relutantemente cancela o falso namoro. Benedict Bridgerton (Luke Thompson) suspeita que Eloise seja Lady Whistledown, mas descobre que ambos estão insatisfeitos com suas perspectivas vidas. Anthony tenta se reconciliar com Siena, mas ela o rejeita. Marina recebe uma carta de George declarando sua recusa em assumir a responsabilidade pelo filho dela, mas, sem que Marina saiba, a carta foi forjada por Lady Featherington. Lady Bridgerton pressiona Anthony a pensar em um par para si mesmo. Simon decide deixar Londres mais cedo, enquanto Daphne, com o coração partido, aceita as atenções do príncipe Friedrich. |              |                                              |                     |                          |                        |
| 4 | 4            | "An Affair of Honor" "Questão de Honra"      | Sheree Folkson      | Abby McDonald            | 25 de dezembro de 2020 |
| O príncipe Friedrich convida Daphne para o palácio e a presenteia com um lindo colar. Marina é apresentada a pretendentes mais velhos que precisam de herdeiros, em um esforço para casá-la rapidamente. Eloise decide descobrir a identidade de Lady Whistledown. Daphne participa de uma luta de boxe com o príncipe Friedrich. Marina é forçada a entreter um pretendente idoso e é salva por Colin Bridgerton (Luke Newton), um de seus primeiros admiradores. O príncipe Friedrich se prepara para pedi-la em casamento em uma festa suntuosa, mas Daphne, indecisa, foge para o jardim, onde Simon se aproxima dela para se despedir e pedir desculpas. Abatida e chateada, Daphne corre para um labirinto de sebes; Simon a segue e os dois se beijam apaixonadamente de improviso, mas são descobertos por Anthony. Anthony exige furiosamente que os dois se casem e, quando Simon se recusa, ele o desafia para um duelo ao amanhecer. Penelope fica arrasada com o interesse de Colin por Marina, já que o amava secretamente há algum tempo, e isso, inadvertidamente, faz com que ela brigue com Eloise. Anthony planeja usar o duelo para se libertar da sociedade e ficar com Siena. Lady Featherington descobre a extensão das dívidas de jogo de seu marido e deduz que, enquanto ele não puder pagá-las, suas filhas serão privadas de dotes e eles serão forçados a continuar acomodando Marina. Daphne percebe que Cressida Cowper (Jessica Madsen), sua rival pelo afeto do príncipe Friedrich, testemunhou o que aconteceu no jardim e corre para impedir o duelo. Simon afirma que o motivo pelo qual não pode se casar com ela é porque não pode lhe dar filhos. Ponderando suas opções, Daphne declara firmemente que eles se casarão de qualquer maneira. |              |                                              |                     |                          |                        |
| 5 | 5            | "The Duke and I" "O Duque e Eu"              | Sheree Folkson      | Joy C. Mitchel           | 25 de dezembro de 2020 |
| Apesar da extrema insatisfação de Simon com todo o acordo, Daphne e Simon pedem uma licença especial de casamento, mas são recusados devido à ira da Rainha por Daphne ter rejeitado seu sobrinho. O príncipe Friedrich visita Daphne para se despedir. Anthony promete cuidar de Siena de qualquer maneira, mas sua amiga, a modista Genevieve Delacroix (Kathryn Drysdale), afirma que ela deixou a cidade. À medida que questões financeiras atormentam a casa dos Featherington, Penelope fica com mais ciúmes do interesse de Colin por Marina e desconfiada dos motivos de Marina. Cressida e Daphne se confrontam, e Daphne avisa Cressida contra ameaçar uma futura duquesa. Benedict é convidado para uma festa pelo artista Sir Henry Granville (Julian Ovenden). Lady Featherington ordena que Marina pare de perseguir Colin, mas Marina garante que tem um plano. Simon e Daphne apelam à Rainha para um casamento antecipado; com o Rei George III (James Fleet) cada vez mais incapacitado, a Rainha fica comovida com a repentina declaração de amor de Simon por Daphne e o apelo apaixonado para se casar com ela. Simon e Daphne se casam em uma cerimônia simples na igreja. Após uma tentativa frustrada de seduzi-lo, Marina recebe uma proposta de Colin na recepção de casamento, mas fica consternada ao saber que ele deseja um longo noivado. A Rainha se interessa pela investigação de Eloise sobre a identidade de Lady Whistledown. Lady Bridgerton tenta esclarecer Daphne sobre o que acontecerá em sua noite de núpcias, mas suas vagas metáforas deixam Daphne com mais perguntas do que respostas. A caminho de Clyvedon, casa da família de Simon, ele e Daphne passam a noite em uma pousada. Daphne finalmente confronta Simon sobre sua indiferença para com ela, estimulando-o a confessar que sua declaração de amor perante a rainha era genuína; Daphne revela que sente o mesmo e, apesar da falta de consciência de Daphne, os dois consumam o casamento. |              |                                              |                     |                          |                        |
| 6 | 6            | "Swish" "Farfalhar"                          | Julie Anne Robinson | Sarah Dollard            | 25 de dezembro de 2020 |
| Simon e Daphne chegam a Clyvedon para sua lua de mel e passam muito tempo juntos, tanto romântica quanto sexualmente. Daphne tem dificuldade em construir um relacionamento com a governanta de Clyvedon, a Sra. Colson (Pippa Haywood), que fica discretamente desanimada com o desinteresse de Daphne em seguir o protocolo, assim como os moradores locais quando Daphne se recusa a nomear o vencedor de um concurso de porcos na feira. Colin anuncia seu noivado com Marina, para desgosto de sua família e de Penelope. Penelope tenta fazer Colin mudar de ideia, dizendo que Marina está apaixonada por outro homem, mas ele não se incomoda e sugere a Marina que eles deveriam se casar antes do planejado, viajando para a Escócia. Simon volta sua atenção para os livros depois de saber que o aluguel de seus inquilinos aumentou, enquanto Daphne é informada de que ofendeu a aldeia ao não escolher um porco vencedor, pois o vencedor teria sido escolhido como fornecedor de Clyvedon. Daphne pede ajuda à Sra. Colson em sua função, que lhe revela mais sobre a educação de Simon. Penelope deduz que a carta de George foi falsificada, mas Marina decide se casar com Colin mesmo assim, com a intenção de se afastar de George. A atitude defensiva de Penelope em relação a Colin faz com que Marina perceba que o ama; ela condena sem rodeios os sentimentos de Penelope e a instrui a aceitar que Colin nunca a amará como ama Marina, levando Penelope às lágrimas. Com a ajuda de sua criada, Daphne descobre que Simon poderia ter filhos se quisesse, porém ele para o ato sexual antes que possa finalizar a fim de evitar engravidá-la. Mais tarde, ao fazer sexo com Simon, ela o segura para que ele não possa se retirar e o confronta depois, acusando-o de mentir para ela sobre ser infértil. No momento em que Colin e Marina se preparam para fugir, a última publicação de Lady Whistledown revela que Marina está grávida desde antes de chegar a Londres. |              |                                              |                     |                          |                        |
| 7 | 7            | "Oceans Apart" "Um Oceano de Distância"      | Alrick Riley        | Jay Ross & Abby McDonald | 25 de dezembro de 2020 |
| A disputa entre Simon e Daphne continua, e Daphne decide retornar a Londres para ajudar a desfazer o escândalo envolvendo seu irmão. Simon se junta a ela de bom grado, mas agora deseja viver separado de Daphne se ela não estiver grávida. Eloise começa a se preparar para sua estreia e continua a investigar Lady Whistledown, agora com o desejo de convencê-la a restaurar o nome Featherington. Daphne organiza um encontro com Colin e Marina, onde Colin fica arrasado ao saber que Marina o estava usando para garantir um futuro para seu bebê. A Rainha se irrita com o fato de Eloise não ter conseguido desmascarar Lady Whistledown e, mais tarde, expulsa os Featherington de seu almoço devido ao papel deles no escândalo de Marina. Lady Danbury convida Daphne para uma animada festa com as mulheres casadas da cidade, onde Daphne pede a ajuda da esposa de um general na esperança de localizar Sir George. Para saldar suas dívidas, Lorde Archibald Featherington (Ben Miller) se aproxima do boxeador Will Mondrich (Martins Imhangbe) para convencê-lo a organizar sua próxima luta; Will considera a possibilidade, pois o dinheiro oferecido por Lorde Featherington poderia garantir a segurança de sua família. Anthony e Simon se desentendem por causa de Daphne, enquanto Daphne descobre que Simon jurou ao pai que não teria filhos, mas ainda não entende o motivo. Eloise conclui que Genevieve Delacroix é a candidata mais provável à verdadeira identidade de Lady Whistledown. Marina tenta induzir um aborto espontâneo, e Penelope a encontra inconsciente. Na ópera, Daphne descobre que está menstruada e que, portanto, não está grávida; ela chora nos braços da mãe, com Simon ao alcance dos ouvidos. |              |                                              |                     |                          |                        |
| 8 | 8            | "After the Rain" "Depois da Tempestade"      | Alrick Riley        | Chris Van Dusen          | 25 de dezembro de 2020 |
| Sir Phillip Crane (Chris Fulton) chega para contar a Marina que seu irmão, George, morreu em batalha, e entrega a ela uma carta incompleta que revela que George pretendia se casar com ela. Phillip se oferece para se casar com Marina, mas ela recusa, acreditando que encerrou a gravidez. Eloise confronta Genevieve e, acreditando que ela seja Lady Whistledown, tenta convencê-la secretamente a escrever a favor dos Featheringtons. Daphne aprende sobre a infância de Simon com Lady Danbury e encontra cartas que Simon escreveu para seu pai quando criança e que nunca foram lidas. Simon reconsidera o que quer depois de passar um tempo com os irmãos mais novos de Daphne. Anthony convida Siena para um baile na casa de Daphne e Simon em Londres, mas após consideração, Siena informa a Anthony que está satisfeita com sua vida como ela é e que ele deveria seguir em frente. Antes da luta de boxe de Will, Lorde Featherington faz uma aposta contra ele em casas de apostas de má reputação; Will desiste da luta e recebe sua metade dos ganhos de Lorde Featherington, enquanto este é posteriormente assassinado por seus "associados". Marina descobre que ainda está grávida e, afinal, sai de Londres para se casar com Phillip. Penelope parece considerar professar seu amor por Colin, mas antes que ela possa fazê-lo, ele revela que está partindo para a Grécia e agradece por avisá-lo sobre Marina. Os agentes da Rainha tentam capturar Lady Whistledown, mas Eloise a avisa, permitindo-lhe fugir. Depois que Daphne revela que sabe do comportamento cruel do pai de Simon, os dois se reconciliam durante o baile. Anthony anuncia que decidiu se casar, mas não pretende se apaixonar. Eloise percebe que Genevieve não pode ser Lady Whistledown desde que ela partiu para a França, e a escritora é revelada apenas ao público como Penelope. num flash-forward, Daphne e Simon têm seu primeiro filho, um menino.                                      |              |                                              |                     |                          |                        |

### 2.ª Temporada (2022)
Antes de a primeira temporada ir ao ar, a série já estava em pré-produção para uma segunda temporada, que foi oficialmente anunciada em janeiro de 2021. Ela é centrada em Anthony e baseada no livro O Visconde Que Me Amava. A 2ª temporada estreou em 25 de março de 2022 e estreou em primeiro lugar em 92 países na plataforma. Foi também o programa mais visto nas telas de televisão dos Estados Unidos durante três semanas, de acordo com a Nielsen Media Research. A 2ª temporada acumulou 193 milhões de horas de exibição em seu fim de semana de estreia, a maior abertura de qualquer série Netflix em inglês na época.   Também quebrou o recorde de séries em inglês mais vistas em uma única semana naquela época, com 251,74 milhões de horas de exibição de 28 de março a 3 de abril. A primeira temporada também entrou novamente no top ten da Netflix em segundo lugar.
| N.º na série | N.º na temp. | Título                                                | Dirigido por | Escrito por                     | Lançamento          |
| --- | ------------ | ----------------------------------------------------- | ------------ | ------------------------------- | ------------------- |
| 9 | 1            | "Capital R Rake" "Um Grande Libertino"                | Tricia Brock | Chris Van Dusen                 | 25 de março de 2022 |
| Anthony começa a procurar uma esposa e imediatamente se torna um dos solteiros mais cobiçados da temporada. Ele se encontra com várias damas cobiçadas, mas nenhuma perspectiva o intriga. Eloise está pronta para fazer sua estreia na sociedade, mas sua apresentação à Rainha é interrompida pelo retorno dos folhetos de escândalo de Lady Whistledown. Em um passeio matinal, Anthony conhece uma jovem que, mais tarde, descobre ser a Srta. Kate Sharma (Simone Ashley). Lady Danbury patrocinou a família Sharma para a temporada, e Kate e sua madrasta, Lady Mary (Shelley Conn), pretendem encontrar um marido para a talentosa filha de Mary, Edwina (Charithra Chandran). Edwina quer um par amoroso, mas não sabe, ao contrário de Kate, que os nobres pais de Mary ofereceram acesso à fortuna da família com a condição de que ela se casasse com um nobre. Kate ouve Anthony proclamando a um grupo de outros cavalheiros que não se importa se ama sua esposa, desde que ela seja agradável. A Rainha nomeia Edwina como o diamante da temporada, e Anthony decide fazer dela sua esposa. Enquanto isso, Portia luta com as finanças de sua família antes que o novo herdeiro dos Featherington, Jack (Rupert Young), chegue a Londres. |              |                                                       |              |                                 |                     |
| 10 | 2            | "Off to the Races" "Foi Dada a Largada"               | Tricia Brock | Daniel Robinson                 | 25 de março de 2022 |
| Edwina atraiu a atenção de vários pretendentes, e Kate se encarregou de decidir com quais deles Edwina se encontrará. Para a consternação de Anthony, ela se opõe firmemente a que Anthony a corteje. Colin retorna de suas viagens, enquanto Eloise fica intrigada em descobrir a identidade de Lady Whistledown mais uma vez. Depois de saber que Edwina estará nas corridas de cavalos acompanhada por outro lorde, Anthony leva sua família e consegue se aproximar de Edwina. A Rainha Charlotte planeja usar Edwina para desmascarar Lady Whistledown e convida os Sharmas para o palácio. Benedict pensa na possibilidade de estudar arte. Anthony impressiona Edwina com um discurso em um sarau oferecido por Lady Danbury, para desgosto de Kate. Madame Delacroix flagra Penelope no mercado. |              |                                                       |              |                                 |                     |
| 11 | 3            | "A Bee in Your Bonnet" "Obsessão"                     | Alex Pillai  | Sarah L. Thompson               | 25 de março de 2022 |
| Em um flashback de dez anos antes, o falecido visconde Edmund Bridgerton (Rupert Evans) vai caçar com Anthony. Quando eles voltam para casa, Edmund é picado por uma abelha e morre por alergia. Os flashbacks subsequentes retratam a dor de Violet após a morte de Edmund e a pressão que Anthony enfrentou ao se tornar o novo visconde. Nos dias atuais, os Bridgertons estão em sua propriedade rural se preparando para o prestigiado baile anual, e Anthony convidou os Sharmas para se hospedarem por alguns dias antes da festa. Junto com Kate e Edwina, os irmãos jogam uma partida animada de pall-mall, que resulta em Anthony e Kate sujando suas roupas enquanto buscam bolas na floresta. Para desespero de Kate, Anthony encanta Edwina e tenta pedi-la em casamento durante o jantar, mas desiste no último momento. Benedict é aceito na Royal Academy Schools, enquanto Eloise se interessa pelos direitos das mulheres. Temendo que Jack se case com Cressida Cowper e expulse as mulheres Featherington de sua casa, Portia planeja fazer com que Prudence (Bessie Carter) se case com ele. Penelope recruta Madame Delacroix para fazer parte do esquema de Lady Whistledown. Nos jardins de Aubrey Hall, Kate é picada por uma abelha, deixando Anthony em pânico; os dois quase se beijam. |              |                                                       |              |                                 |                     |
| 12 | 4            | "Victory" "Vitória"                                   | Alex Pillai  | Chris Van Dusen & Jess Brownell | 25 de março de 2022 |
| Os convidados começam a chegar ao Aubrey Hall para o baile dos Bridgerton. Sem saber de sua atração mútua, Edwina incentiva Kate a passar um tempo com Anthony, achando que a desaprovação de Kate o impede de pedi-la em casamento. Kate sai para uma caçada com os homens, onde ela e Anthony compartilham outro momento físico. Colin visita Marina, agora Lady Crane, e conhece seu novo marido. O casamento de Marina não é feliz, mas ela diz a ele para seguir em frente e que há outras pessoas que merecem sua atenção. Daphne tenta conhecer Edwina, mas não está convencida de que ela é um bom partido para Anthony. Portia faz com que Jack e Prudence sejam flagrados sozinhos para forçá-los a se casar, mas Jack revela que, secretamente, não tem um tostão e que planejava se casar com Cressida por causa de sua fortuna. Daphne flagra Anthony e Kate em uma posição comprometedora na biblioteca e pede a Anthony que seja honesto com seus sentimentos. Enquanto as Sharmas se preparam para partir para Londres, Anthony pede Edwina em casamento, e ela aceita. |              |                                                       |              |                                 |                     |
| 13 | 5            | "An Unthinkable Fate" "Um Destino Inconcebível"       | Tom Verica   | Abby McDonald                   | 25 de março de 2022 |
| A Rainha Charlotte aprova com entusiasmo o noivado de Anthony e Edwina e até se oferece para patrocinar o casamento. As duas famílias saem para passear; Anthony fica com ciúmes quando Kate sai em um passeio de barco com outro homem. Eloise vai sorrateiramente a Bloomsbury para participar de uma reunião sobre direitos iguais e conhece Theo Sharpe, um assistente da gráfica de Lady Whistledown. Os pais de Mary, os Sheffields, visitam Londres para conhecer Edwina, mas, durante o jantar, eles demonstram desprezo por Mary e Kate, e seu acordo para que Edwina se case com um nobre vem à tona. Defendendo as três mulheres Sharma, Anthony ordena que os Sheffields saiam, mas hesita em continuar o casamento; Kate o convence a fazê-lo, mesmo admitindo seus sentimentos. Ao saber que vários cavalheiros estão interessados em investir nas minas de Jack, Portia o convence a aceitar o dinheiro deles. |              |                                                       |              |                                 |                     |
| 14 | 6            | "The Choice" "Escolhas"                               | Tom Verica   | Lou-Lou Igbokwe                 | 25 de março de 2022 |
| Os preparativos para o casamento de Anthony e Edwina estão em andamento. Edwina sente que Anthony não a ama; Daphne tenta convencer Anthony a cancelar o casamento, mas sem sucesso. Kate oferece os braceletes de sua mãe para Edwina usar, mas sua irmã lhe diz para usá-los. No casamento, Kate e Anthony não conseguem deixar de se olhar; quando Kate deixa cair seu bracelete no altar, Anthony corre para ajudá-la. Edwina percebe que há algo mais no relacionamento deles e foge do altar. A Rainha Charlotte, furiosa, manda os convidados ficarem no jardim enquanto Edwina se recompõe. Kate tenta se explicar para Edwina, e Anthony confirma que está decidido a se casar; Edwina acaba decidindo que não pode se casar com ele. Kate e Anthony são deixados sozinhos na igreja e se beijam. Em meio ao caos, Lady Danbury e Violet se reconciliam, Jack faz possíveis contatos comerciais e Eloise aproveita a oportunidade para visitar Theo (Calam Lynch) mais uma vez. |              |                                                       |              |                                 |                     |
| 15 | 7            | "Harmony" "Harmonia"                                  | Cheryl Dunye | Oliver Goldstick                | 25 de março de 2022 |
| Após o casamento fracassado, os Bridgertons e as Sharmas, juntamente com Lady Danbury, são rejeitados pela cidade, apesar de seus melhores esforços. A Rainha Charlotte acusa Eloise de ser Lady Whistledown e lhe dá três dias para confessar tudo ou correr o risco de ser punida por sua família. Eloise confidencia isso a Penelope; em uma tentativa de protegê-la, Penelope escreve que Eloise foi vista confraternizando sem supervisão com radicais políticos. A notícia envolve os Bridgertons em mais um escândalo e ninguém chega ao baile que eles estão organizando. Colin considera investir com Jack. Kate e Anthony dormem juntos em um gazebo no terreno; no dia seguinte, Anthony tenta visitar Kate, mas é informado de que ela partiu em um cavalo. Anthony segue Kate em uma tempestade a cavalo, mas ela é jogada do cavalo e fica inconsciente. A última cena a mostra deitada no chão molhado com a cabeça próxima a uma pedra. |              |                                                       |              |                                 |                     |
| 16 | 8            | "The Viscount Who Loved Me" "O Visconde Que Me Amava" | Cheryl Dunye | Jess Brownell                   | 25 de março de 2022 |
| Kate ainda está inconsciente, e Lady Whistledown tem estado suspeitamente quieta. Portia convence Jack a organizar um baile para comemorar os recentes sucessos da família e convida os Bridgertons e as Sharmas; Jack considera a possibilidade de se mudar para a América para recomeçar antes que sua fraude seja descoberta. Eloise termina sua amizade com Theo depois que Penelope lhe diz falsamente que os criados estão fazendo fofocas sobre eles. Benedict descobre que provavelmente foi aceito na Academia devido a uma doação de Anthony. Kate acorda de seu coma e Anthony a pede em casamento, mas ela recusa, alegando seu desejo de voltar para a Índia. Edwina se reconcilia com Kate e a convence a comparecer ao baile. Depois que Penelope aponta uma fofoca sobre dois convidados, Eloise percebe que ela é Lady Whistledown e as duas discutem, fazendo com que Eloise corte todos os laços com Penelope. Portia se volta contra Jack e o manda de volta para a América, ficando com a maior parte dos fundos que ele juntou para si. Penelope ouve Colin dizendo a outros cavalheiros que nunca a cortejaria e chora por ter sido rejeitada por sua paixão de longa data e pelo fim de sua amizade com Eloise. Kate e Anthony dançam no baile, mas a Rainha salva a reputação deles alegando que o cancelamento do casamento foi ideia dela. Anthony e Kate declaram seu amor um pelo outro. Penelope decide continuar como Lady Whistledown. Depois de viajar por seis meses, Kate e Anthony, agora casados, juntam-se ao resto dos Bridgertons para outro jogo de pall-mall em Aubrey Hall. |              |                                                       |              |                                 |                     |

### 3.ª Temporada (2024)
Em 13 de abril de 2021, o criador Van Dusen revelou no Twitter que a série havia sido renovada para uma terceira e quarta temporadas. Ao contrário das duas primeiras temporadas, que seguiram a ordem da série de livros, a terceira temporada se concentra em Colin, com base no quarto romance de Quinn, Romancing Mister Bridgerton, em vez de Benedict. Jess Brownell substituiu Van Dusen como escritor e showrunner para a terceira e quarta temporadas.
| Parte 1 |   |                                                                 |                |                        |                     |
| 17 | 1 | "Out of the Shadows" "A Flor Despertou"                         | Tricia Brock   | Jess Brownell          | 16 de maio de 2024  |
| Colin retorna do exterior e encanta as damas da cidade, embora Penelope não esteja entusiasmada com seus comentários indelicados anteriores. Francesca Bridgerton (Hannah Dodd) fez sua estreia na sociedade, embora seja mais tímida do que seus irmãos e prefira ter paz para tocar seu piano em meio ao turbilhão social. Enquanto isso, Eloise se transformou e agora se interessa por moda, além de ser amiga da garota má, Cressida, para desgosto de Violet Bridgerton após seu desentendimento com Penelope. A Rainha Charlotte não está muito interessada nas debutantes, apesar dos elogios de Lady Whistledown. Lady Portia Featherington está preocupada em garantir que suas filhas tenham herdeiros para manter sua propriedade. Enquanto isso, Penelope, sentindo-se sufocada por sua família, passa por uma transformação. O jovem filho da família Mondrich inesperadamente herda o título de Barão de Kent, trazendo riqueza e inserindo-os na sociedade. No baile de Danbury, o novo visual de Penelope chama a atenção, mas leva a um incidente humilhante orquestrado por Cressida, fazendo com que Penelope fuja e Colin a persiga. Ele tenta se desculpar, sem saber do escândalo de Whistledown que ela escreveu sobre ele. Mais tarde, Colin pede desculpas a Penelope e se oferece para ajudá-la a encontrar um marido, consertando a amizade deles. No entanto, Penelope enfrenta as consequências de seu artigo mordaz sobre Whistledown, pois Colin promete desmascarar a autora do escândalo, ameaçando sua identidade secreta. |   |                                                                 |                |                        |                     |
| 18 | 2 | "How Bright the Moon" "Sob a Luz do Luar"                       | Tricia Brock   | Sarah L. Thompson      | 16 de maio de 2024  |
| A Rainha Charlotte não se incomoda com as fofocas de Lady Whistledown e não tem pressa em escolher o diamante da temporada. Em vez de se apressar, ela decide deixar que as moças a impressionem, o que pode causar o caos. Os Mondriches se mudam para uma grande propriedade, mas não estão satisfeitos com a formalidade, com seus quartos separados e com os vestidos fora de moda que a Sra. Mondrich (Emma Naomi) herda; ela planeja alterá-los para se adequar. Lady Danbury compartilha informações com os Bridgertons, e Portia Featherington interroga suas filhas sobre suas relações conjugais. O relacionamento de Penelope e Colin se aprofunda por meio de aulas de paquera para testar suas habilidades em um passeio, revelando uma história de fundo encantadora. Colin ajuda Penelope a lidar com as interações sociais em um baile, o que leva a momentos engraçados e constrangedores. Eloise acidentalmente espalha o acordo de Colin e Penelope para a sociedade, provocando um escândalo e causando atrito entre Colin e Eloise. Lady Featherington instrui suas filhas sobre insights sexuais para gerar um herdeiro e evitar a perda da propriedade. Para evitar mais suspeitas, Penelope escreve sobre si mesma em Whistledown. A insegurança de Penelope a leva a pedir um beijo a Colin, resultando em um momento de paixão que sugere sentimentos mais profundos. |   |                                                                 |                |                        |                     |
| 19 | 3 | "Forces of Nature" "Forças da Natureza"                         | Andrew Ahn     | Eli Wilson Pelton      | 16 de maio de 2024  |
| Colin continua a ter sonhos quentes sobre seu beijo com Penelope, revelando seus sentimentos subconscientes. No café da manhã, Colin nega desajeitadamente qualquer proximidade com Penelope, apesar das discussões familiares sobre ela. Angustiada com seu papel na fofoca, Eloise visita Penelope para se desculpar pelas palavras duras de Whistledown, mas se recusa a entrar. Persuadida por Eloise, Penelope dá um passeio e encontra Colin, o que leva a uma conversa incômoda onde Penelope sugere que eles se distanciem. Em uma festa, Penelope se esconde enquanto os amigos de Colin o elogiam por ajudá-la. Colin se sente em conflito quando Penelope se envolve com Lorde Debling (Sam Phillips), que aprecia sua honestidade por ser alvo de fofocas. Cressida também persegue Debling, gerando uma rivalidade. Em uma exposição de balões de ar quente, Colin heroicamente salva Penelope de um balão descontrolado, mas Debling leva o crédito, para grande frustração de Colin. Mais tarde, num baile, a conversa franca de Penelope com Debling sobre seus verdadeiros interesses o impressiona. Francesca conhece um cavalheiro quando eles compartilham um momento acolhedor e silencioso. Enquanto isso, Violet Bridgerton aconselha Colin sobre o amor, insinuando que a amizade pode levar ao romance. Violet também conhece o irmão de Lady Danbury, que está de visita. Benedict conhece e flerta com uma bela viúva, Lady Tilley Arnold (Hannah New), a quem ele persegue para ter intimidade casual. Colin tenta se aproximar de Penelope, mas Debling intervém, deixando Colin desanimado. Enquanto Penelope desfruta do seu sucesso, Colin tem de confrontar os seus sentimentos. |   |                                                                 |                |                        |                     |
| 20 | 4 | "Old Friends" "Velhos Amigos"                                   | Andrew Ahn     | Lauren Gamble          | 16 de maio de 2024  |
| A visita de Debling a Penelope é um sucesso, apesar da interferência da família Featherington, que agora está mais feliz por tê-la por perto devido ao seu casamento vantajoso. Colin Bridgerton continua a negar seus sentimentos por Penelope, enquanto Benedict continua seus encontros sensuais com a viúva Lady Arnold. Lady Danbury está chateada com seu irmão, e a Rainha está satisfeita com os bons comentários de Lady Whistledown. Um convidado misterioso, Lord John Stirling (Victor Alli), um conde, o cavalheiro com quem Francesca compartilhou um silêncio confortável, vem visitar, o que encanta Francesca Bridgerton, mas confunde sua família, que esperava outro pretendente. Mais tarde, Penelope visita uma grande biblioteca com Debling, que aprecia seus interesses intelectuais. Apesar da compatibilidade, Penelope continua olhando para Colin. Debling está interessado em propor casamento, mas sente a distração de Penelope. Enquanto isso, Colin percebe seu carinho por Penelope após se sentir desinteressado na companhia de outras mulheres. Cressida enfrenta pressão em casa dos pais para se casar e confessa a Eloise que muitas vezes se vê intimidada ou atacando rivais em potencial por causa disso. Francesca tem um encontro estranho com Lord Stirling, que mais tarde lhe dá um presente atencioso. Em um baile, Penelope dança com Debling, mas é interrompida por Colin, que a alerta contra o casamento com Debling sem dar motivos sólidos. Debling, percebendo os sentimentos de Penelope por Colin depois que Cressida sugeriu isso, decide não propor casamento. Isto leva a um confronto entre Penelope e sua mãe, Portia. Colin persegue a carruagem de Penelope e confessa seus sentimentos a ela, levando a um momento de paixão e à sugestão de que eles se casem. |   |                                                                 |                |                        |                     |
| Parte 2 |   |                                                                 |                |                        |                     |
| 21 | 5 | "Tick Tock" "Corrida Contra o Tempo"                            | Bille Woodruff | Azia Squire            | 13 de junho de 2024 |
| Penelope, refletindo sobre seu noivado com Colin, é acolhida calorosamente pela família Bridgerton, exceto por Eloise, que fica angustiada ao descobrir que Penelope escondeu seus sentimentos por Colin. Enquanto a notícia do noivado se espalha, Colin explica seus sentimentos por Penelope para Anthony e Benedict, enquanto Portia expressa preocupações sobre o amor de Colin por sua filha, o que ele defende com convicção. Colin leva Penelope para ver sua futura propriedade, reafirmando seu amor por ela num momento íntimo. Enquanto isso, a Rainha Charlotte oferece uma recompensa pela identidade de Lady Whistledown, provocando agitação na sociedade. Eloise e Colin têm uma conversa franca, onde ele busca a aprovação dela para o casamento com Penelope. Antes da festa de noivado, Philippa (Harriet Cains) sugere investigar registros paroquiais para descobrir Whistledown, enquanto Penelope é interrogada por Prudence sobre segurar Colin, insinuando magia. Portia intervém, defendendo Penelope e decide que só ela e Penelope irão à festa. Durante a festa, Eloise confronta Penelope sobre seus segredos para Colin, ameaçando revelar sua identidade como Whistledown, caso Penelope não conte a Colin até a meia-noite. A tensão aumenta com brindes e jogos, enquanto Cressida planeja usar a recompensa da rainha. Penelope se retira para uma sala vazia, refletindo sobre sua identidade secreta. Marcus e Portia discutem sobre as motivações de Whistledown, questionando se a recompensa da rainha é suficiente. Will e Portia debatem as vantagens de ser desmascarada. Cressida ouve intrigada. Portia sugere que Whistledown poderia ter uma vida melhor sem o casamento. Penelope retorna à festa após um momento sozinha. O relógio se aproxima da meia-noite quando ela decide contar algo a Colin, interrompida por Eloise, e Cressida revela ser Whistledown, deixando Penelope em pânico, desmaiando nos braços de Colin. |   |                                                                 |                |                        |                     |
| 22 | 6 | "Romancing Mister Bridgerton" "Os Segredos de Colin Bridgerton" | Bille Woodruff | Annabelle Hood         | 13 de junho de 2024 |
| Penelope fica angustiada após a afirmação de Cressida de ser Lady Whistledown, pensando em como responder. Enquanto isso, a afeição de Colin Bridgerton por Penelope cresce, complicando ainda mais seu segredo. Eloise Bridgerton, inicialmente defendendo que Penelope revelasse seu segredo, começa a reconsiderar depois de testemunhar o amor de Colin por Penelope. Eloise aconselha Penelope a deixar Cressida assumir a personalidade de Whistledown, mas Penelope não está disposta a desistir de seu trabalho suado. Sua mãe, Portia, enfatiza as expectativas tradicionais, instando Penelope a priorizar seu futuro marido em detrimento dos sonhos pessoais, refletindo as normas sociais de 1815. Na igreja, a leitura dos proclamas de casamento torna oficial o casamento iminente de Penelope com Colin, e ela confessa seu amor a ele sem revelar sua identidade secreta. Francesca e John, o Lorde Kilmartin, se envolvem secretamente, e Francesca insta sua mãe a anunciar seu noivado à Rainha, mas Violet hesita, não entusiasmada com o casamento. Penelope decide acabar com Whistledown, mas enfrenta oposição de sua costureira, Genevieve Delacroix. A tentativa de Cressida de escrever como Whistledown falha, levando-a a procurar a ajuda de Eloise, que se recusa. No baile dos Mondriches, Cressida e sua mãe distribuem uma coluna falsa no Whistledown, e Penelope e Eloise ficam alarmadas com a tentativa bem-sucedida de Cressida de escrever. Determinada a proteger sua identidade e seus amigos, Penelope escreve uma nova coluna no Whistledown. No entanto, Colin descobre seu segredo, confrontando-a diretamente. O episódio termina com a revelação da verdadeira identidade de Pen para Colin. |   |                                                                 |                |                        |                     |
| 23 | 7 | "Joining of Hands" "De Mãos Dadas"                              | Tom Verica     | Geetika Tandon Lizardi | 13 de junho de 2024 |
| Colin descobre que Penelope é Lady Whistledown, levando a um confronto emocionalmente carregado, onde Colin expressa seus sentimentos de traição, raiva e inseguranças profundas. Penelope, por outro lado, enfrenta o isolamento enquanto seus amigos lutam com seu segredo, mas ela encontra consolo em sua amiga empreendedora, Genevieve, que a aconselha a abraçar seu verdadeiro eu. Apesar da turbulência, Penelope desacredita com sucesso a tentativa de Cressida Cowper de assumir o controle de Whistledown publicando novamente, mas esta vitória não resolve seus problemas de relacionamento com Colin. O casamento iminente é marcado pela tensão, embora os dois apareçam. O casamento, no entanto, não resolve totalmente a ruptura. A conversa de Colin tarde da noite com sua cunhada Kate fornece alguma perspectiva, mas a posição firme de Penelope em continuar sua coluna complica ainda mais o relacionamento deles. Enquanto isso, Benedict explora um relacionamento potencial com Lady Tilley Arnold e seu amigo Paul. A Rainha suspeita que os Bridgertons estejam por trás de Lady Whistledown, criando mais tensão. O episódio termina com questões não resolvidas enquanto Penelope permanece firme em sua identidade e Colin luta contra seus sentimentos. |   |                                                                 |                |                        |                     |
| 24 | 8 | "Into the Light" "Revelações"                                   | Tom Verica     | Daniel Robinson        | 13 de junho de 2024 |
| No dia seguinte ao casamento, Colin e Penelope enfrentam um início gelado para o casamento. Colin passa a noite no sofá e sai cedo na manhã seguinte. Os problemas de Penelope pioram quando Cressida Cowper a chantageia por £ 10.000, ameaçando revelar sua identidade como Lady Whistledown. Cressida expõe Penelope à sua mãe, Portia, provocando um tenso confronto. Portia exige sigilo para evitar a anulação, mas Penelope está determinada a assumir o controle. Penelope e Portia informam Colin e Eloise sobre o esquema de Cressida. A tentativa de Colin de negociar com Cressida falha, aumentando exigências dela. Apesar de se sentir marginalizada, Penelope assume o comando, compartilhando sua identidade Whistledown com a Rainha Charlotte e a família Bridgerton. Em um baile, Penélope confessa publicamente, ganhando a clemência da rainha e surpreendendo a alta sociedade. A assertividade de Penélope reacende seu relacionamento com Colin, que reconhece sua força e independência. Eles se reconciliam e Colin admira sua bravura. Enquanto isso, outros Bridgertons experimentam crescimento pessoal: Benedict explora seus limites românticos gostando de dormir com Lady Arnold e seu amigo, Lorde Suarez; Violet apoia o casamento de Francesca, e Eloise se junta a Francesca e John Stirling na Escócia com a prima de John, Michaela Stirling. O episódio termina com um flash-forward revelando Penelope e Colin como pais felizes e ambos autores de sucesso, com Penelope aposentando Lady Whistledown para escrever em seu próprio nome. |   |                                                                 |                |                        |                     |